# Sabine Tröger
Sabine Tröger, po mężu Fuchs (ur. 7 czerwca 1965 w Wiedniu) – austriacka lekkoatletka, sprinterka, która specjalizowała się w biegach na 60, 100, 200 i 400 m; 2-krotna brązowa medalistka halowych mistrzostw Europy (1989 i 1992) w biegu na 200 m, olimpijka z Barcelony (1992).

## Kariera sportowa
Podczas Halowych Mistrzostw Europy w Lekkoatletyce w Hadze w 1989 zajęła 7. miejsce w biegu na 60 m i zdobyła brązowy medal w biegu na 200 m. W 1992 zajęła 8. miejsce w biegu na 60 m podczas Halowych Mistrzostw Europy w Genui, a następnie wywalczyła brązowy medal w biegu na 200 m. Na Igrzyskach Olimpijskich w Barcelonie dotarła do ćwierćfinałów zarówno na 100, jak i na 200 m. W 1993 odpadła w półfinale biegu na 100 m i ćwierćfinale biegu na 200 m podczas Mistrzostw Świata w Stuttgarcie. W 1994 zajęła 6. miejsce w biegu na 60 m podczas Halowych Mistrzostw Europy w Paryżu. Na Mistrzostwach Europy w Helsinkach dotarła do półfinału na 100 m i odpadła w rundzie wstępnej na 200 m.
W latach 1989-1994 aż 6-krotnie zdobyła tytuł mistrzyni Austrii na dystansie 100 i 200 m, a w latach 1991 i 1992 także na dystansie 400 m. W hali zdobyła tytuł mistrzyni kraju na dystansie 60 m aż dziesięć razy z rzędu (1986–1995) i tytuł mistrzyni kraju na dystansie 200 m aż 6-krotnie (1989–1993, 1995).

## Rekordy życiowe
- bieg na 60 m (hala): 7,21 s (27 lutego 1993, Wiedeń)
- bieg na 100 m: 11,28 s (6 sierpnia 1993, Lienz)[4]
- bieg na 200 m: 23,12 s (30 maja 1992, Wiedeń)
- bieg na 200 m (hala): 23,26 s (8 lutego 1992, Wiedeń)
- bieg na 400 m: 54,35 s (17 sierpnia 1991, Kapfenberg)